# 亚洲地椒
亚洲地椒（学名：Thymus quinquecostatus var. asiaticus）为唇形科百里香属下的一个变种。

## 扩展阅读
- 維基物種上的相關：亚洲地椒